# Сюктерка
Сюкте́рка (чув. Çĕктер) — посёлок городского типа в Чебоксарском районе Чувашии, входит в состав Вурман-Сюктерского сельского поселения.

## География
Посёлок находится в 19 км от Чебоксар и железнодорожной станции, в 22 км от районного центра — посёлка Кугеси, на правом берегу реки Волга, при лесосплавном затоне и пристани. С вводом Чебоксарской ГЭС посёлок «поднялся» на береговой склон. 

### Административно-территориальная принадлежность
До 1920 года — в составе Сюндырской волости Козьмодемьянского уезда, до 1 октября 1927 года — в Чебоксарском уезде, до 1935 года — в составе Чебоксарского района, до 1959 года — в составе Ишлейского района, после — вновь в Чебоксарском районе. 

## История
Посёлок возник в конце XIX века при лесопильном предприятии. Жители — чуваши и русские; работали на лесопильном заводе, занимались корзиноплетением. В начале XX века действовали мельницы. 

В настоящее время лесопильное предприятие не действует. 

## Название
1. От слова «сюкур, ҫӑкӑр» — хлеб[3].
2. От др.-булгар. Сюктер — «кладбище», точнее — масар, мавзолей (родовое захоронение на кладбище)[4][5].

### Прежние названия
Сюктерский завод (1897), Сюктерский Завод (1927—1935), пром. артель (1940).

## Население
| Год     | 1926 | 1939 | 1979  | 2002  | 2010  |
| ------- | ---- | ---- | ----- | ----- | ----- |
| Жителей | 33   | ↗ 73 | ↗ 576 | ↗ 752 | ↘ 743 |
| Мужчин  | 26   | 45   | 281   | 337   | 327   |
| Женщин  | 7    | 28   | 295   | 415   | 416   |
| Дворов  | 19   |      |       | 302   | 263   |

| 2010 | 2012 |
| ---- | ---- |
| 743  | ↘710 |

По данным Всероссийской переписи населения 2002 года в посёлке проживали 752 человека, преобладающие национальности — русские (29%), чуваши (63%).

## Инфраструктура
В посёлке находится санаторий «Волжанка», функционирует СХПК «Атăл» (по состоянию на 2010 год). Имеются фельдшерский пункт, 3 магазина, рынок, коммунальная баня, стадион, два спортзала, спортплощадка. Есть газ, водопровод, центральное отопление, канализация, асфальтированные дороги. К Сюктерке открыт автобусный маршрут. 

Улицы: Волжанка, Волжская, Волжские Зори, Главная, Западная, Солнечный берег, Чандоровский кордон.

## Прочее
- В 2018 году зарегистрировано месторождение подземных вод, названное Волжа́нским (расположено на участке ООО «Санаторно-курортный комплекс «Волжанка»; категория B, объём — 150 м³/сут)[10].